# حصار الموصل (1096)
حِصَارُ الموصل أو الحِصَارُ السلجُوقِيُّ لِلموصل مصطلح يشير إلى الحصار الذي قام به السلاجقة بقيادة أبو سعيد كربغا على مدينة الموصل عاصمة الدَّولة العُقيليَّة ومقر حكمها، حيث تمكَّن جيشه من اقتحام الموصل بعد اشتداد حصاره عليها الذي كان قد استمرَّ تسعة أشهرٍ. مؤديًا إلى انهيار الدولة العقيلية في 4 ذو القعدة 489 هـ الموافق فيه تشرين الأول 1096م وذلك بعد مُلك دام لأكثر من مئة عامٍ.